# 神道史學會
神道史学會（神道史学会、しんとうしがっかい、英語: The Shinto History Association）は、日本の学術研究団体の一つ。皇學館系。

## 概要
神道・神道史ならびにそれに関連する人文科学の研究を行い、「神道史学」の確立を図ることを目的として、昭和27年（1952年）に創立。設立に際して山田孝雄、河野省三、武田祐吉、折口信夫、安藤正次、澤瀉久孝、平泉澄などが世話人となった。
学術研究団体としての種別は単独学会。現在の代表は河野訓（皇學館大学学長）。

## 刊行物

### 神道史研究
- 誌名（和文）：神道史研究
- 誌名（欧文）：The Shinto History Review
- 創刊年：1952
- 資料種別：ジャーナル（査読付き論文を含む）
- 使用言語：日本語のみ
- 発行形態：印刷体
- 著作権帰属先：著者
- クリエイティブコモンズ：定めていない
- 購読：有料